# 11-я Карпатская пехотная дивизия АК
11-я Карпатская пехотная дивизия АК (пол. 11 Karpacka Dywizja Piechoty AK) — польское партизанское стрелковое соединение Армии Крайовой, которое действовало с сентября 1942 на оккупированной нацистской Германией территории станиславовского воеводства.

## История
Дивизия была сформирована в сентябре 1942 года, согласно с боевым порядком Войска Польского от 1 сентября 1939 года, согласно которому произошло восстановление боевых частей.
С начала 1944 начала участвовать в акции «Буря». В этот период участвовала в боевых действиях с 14 июля (начало наступления 1 Украинского фронта Красной Армии) и 26 июля, когда территория довоенного Станиславовского воеводства была за линией фронта.
Успехами дивизии можно считать освобождение городов Калуш  и Самбор. Кроме этого, её части успешно обороняли техническое оборудование и нефтяные скважины в районе городов Дрогобыч и Борислав.
Во многих боях бойцы дивизии взаимодействовали с Красной Армией.

## Структура дивизии
Согласно боевому порядку, в состав дивизии входили следующие соединения:
- 48-й пехотный полк АК действовал в районе Станиславова и Луковца.
- 49-й пехотный полк АК действовал в районе Надворной и Биткова.
- 53-й пехотный полк АК действовал в районах Дашавы, Стрыя и Стебника.